# Ульяновка (Кузнецкий район)
Ульяновка — село в Кузнецком районе Пензенской области. Входит в состав городского поселения рабочий посёлок Евлашево.

## География
Село расположено в восточной части области на расстоянии примерно в 10 километрах по прямой к востоку-юго-востоку от районного центра Кузнецка.
Часовой пояс
Село Ульяновка как и вся Пензенская область, находится в часовой зоне МСК (московское время). Смещение применяемого времени относительно UTC составляет +3:00.

## Население
| 1795  | 1859  | 1877  | 1911  | 1926  | 1930  | 1939  |
| ----- | ----- | ----- | ----- | ----- | ----- | ----- |
| 334   | ↗544  | ↘522  | ↘429  | ↗543  | ↗642  | ↘473  |
| 1959  | 1979  | 1989  | 1996  | 2002  | 2010  | 2014  |
| ↗500  | ↗1491 | ↘1273 | ↗1282 | ↗1356 | ↗1410 | ↗1462 |
| 2016  | 2021  |       |       |       |       |       |
| ↗1507 | ↘1322 |       |       |       |       |       |

Национальный состав
Согласно результатам переписи 2002 года, в национальной структуре населения русские составляли 91 % из 356 чел..